# Llum diürna

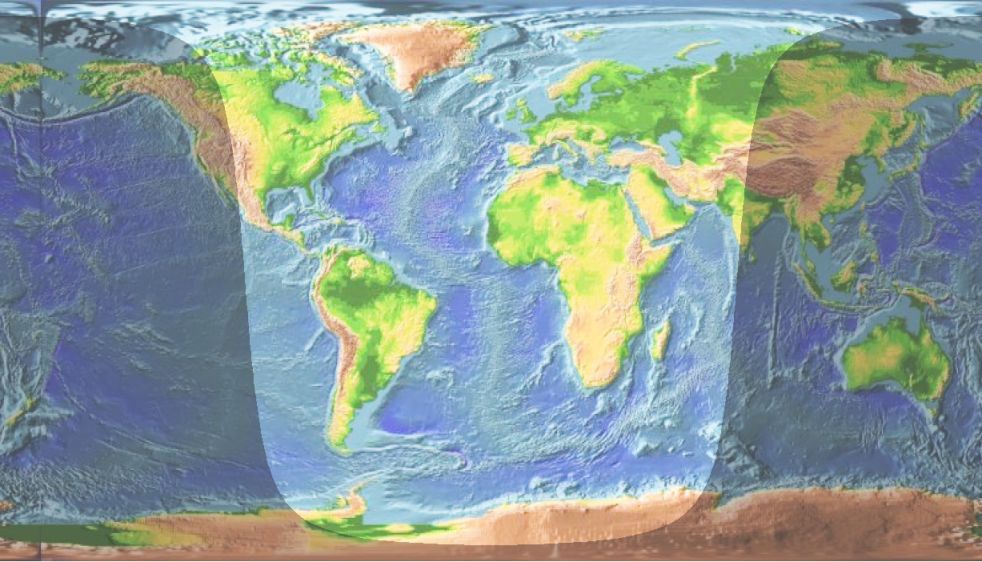
Mapa del món que mostra les zones de la Terra que reben la llum del dia al voltant de les 13:00 GMT, 2 d'abril.

La llum diürna o la llum del dia és la combinació de tota la llum directa i indirecta a l'aire lliure el dia. Això inclou la llum directa, la radiació difusa del cel, i (sovint), les dues es reflecteixen des de la Terra i els objectes terrestres. La llum del sol dispersada o reflectida dels objectes a l'espai exterior (és a dir, més enllà de l'atmosfera de la Terra) generalment no es considera com a llum diürna. Per tant, la lluna no es considera llum del dia, tot i ser "la llum del sol indirecta". La part diürna del dia és el període de cada dia quan es produeix la llum del dia. La llum diürna succeeix perquè la Terra gira i en un i altre costat el sol brilla produint aquesta llum.
La llum diürna està present en un lloc determinat, fins a cert punt, sempre que el sol està per sobre de l'horitzó en aquesta ubicació. (Això és cert per poc més del 50% de la Terra en un moment donat. No obstant això, la il·luminació exterior pot variar de 120.000 lux per a la llum directa del sol a migdia, el que pot causar irritació i dolor als ulls, a menys de 5 lux per a una tempesta amb núvols densos amb el sol a l'horitzó (fins i tot <1 lux per al cas més extrem), que pot fer visibles les ombres de llunyanes llums de carrer. Pot ser més fosc en circumstàncies inusuals, com ara un eclipsi solar o nivells molt alts de fum atmosfèric (vegeu el Dia fosc de Nova Anglaterra), la pols o cendra volcànica.

## Intensitat de la llum diürna en diferents condicions
| Il·luminació        | Exemple                                                        |
| ------------------- | -------------------------------------------------------------- |
| 120.000 lux         | La llum solar més brillant                                     |
| 110.000 lux         | La llum del sol brillant                                       |
| 20.000 lux          | Pantalla il·luminada en un dia clar, a migdia                  |
| 10.000 - 25.000 lux | Dia ennuvolat típic, al migdia                                 |
| <200 lux            | Extrem de tempestes amb núvols foscos i densos, al migdia      |
| 400 lux             | Ortus o ocàs en un dia clar (il·luminació ambient).            |
| 40 lux              | Totalment cobert, capvespre/alba                               |
| <1 lux              | Extrem de tempestes amb núvols foscos i densos, capvespre/alba |

Per comparació, els nivells d'il·luminació durant la nit són:
| Il·luminació | Exemple                                                                                                  |
| ------------ | --- |
| <1 lux       | Clar de lluna                                                                                            |
| 0,25 lux     | Lluna plena en una nit clara                                                                             |
| 0,01 lux     | Quart creixent                                                                                           |
| 0,002 lux    | Cel clar en una nit sense lluna, llum de les estrelles com la luminescència atmosfèrica                  |
| 0,0002 lux   | Llum de les estrelles en un cel clar en una nit sense lluna, sense incloure la luminescència atmosfèrica |
| 0,00014 lux  | Brillantor de Venus                                                                                      |
| 0,0001 lux   | Llum de les estrelles en un cel ennuvolat en una nit sense lluna                                         |